# 072号線 (チェコ)
チェコ国鉄072号線、リサー・ナド・ラベ～ウースチー・ナド・ラベ線（チェコ語: Železniční trať Lysá nad Labem – Ústí nad Labem）の一部は、チェコ国鉄の鉄道線の名称である。
1874年、オーストリア北西部鉄道の路線として開業した。長距離輸送は、ラベ川左岸の010号線が担っており、ローカル輸送が中心となっている。

## 歴史
北西部鉄道の経営者がウィーン - ユングブンツラウ（現在ムラダー・ボレスラフ）間本線を建設した間に、ザクセン王国の鉄道を連結するために努力した。運営権保有者はエルベ川の沿線建設を計画したが、いくつかの競争会社と直面せねばならなかった。
1870年6月25日にニンブルク - テチェン（現在ジェチーン）間の本線および三つの分岐線に関する建設許可は北西部鉄道の運営権保有者たちに与えられた。建設工事は1871年夏に始まって、経路は当初の計画より変更された。即ち、およそ350万グルデンの費用節減の目的で、建設許可書第一条で明示された分岐線の一つであった、ヴィルデンシュヴェルト - フリンスコ区間の代わりに、アウシヒ連結線が採択された。1873年10月4日にニンブルク - リッサ（現在リサー・ナド・ラベム）区間はリッサ - プラハ区間と共に開通された。1874年1月1日に北西部鉄道のエルベ谷線はシュレッケンシュタイン（現在ウースティー市ストジェコフ）まで延長されて、エルベ川鉄道橋と共にアウシヒ市（現在ウースター）と連結された。
1908年10月21日に北西部鉄道の国家買収が合議されて、1909年3月27日の法律で承認された。ニンブルク - ウースティー線は他の北西部鉄道路線とともにオーストリア帝国鉄道（kkStB）が引き受けた。
第一次世界大戦の終戦とオーストリア＝ハンガリー帝国の解体以降、この路線はチェコスロバキア国営鉄道（Československé státní dráhy, ČSD）の路線網に組み入れられた。1938年10月にナチスドイツがズデーテン地方を併合して、リビェホフ - ウースティー西駅区間はドイツ国営鉄道（Deutsche Reichbahn, DR）ドレスデン管理局に編入された。残りの区間は数ヶ月後にDR傘下のボヘミア・モラヴィア鉄道（ČMD-BMB, チェコ語:Českomoravské dráhy / ドイツ語:Protektoratsbahnen Böhmen und Mähren）が引き受けた。1944年当時にリビェホフ - ジェチーン区間は同じ路線番号で結ばれた。
第二次世界大戦の終戦後、ニンブルク - ウースティー線はČSDに復帰した。列車輸送の流れが変わって、ドレスデン方面の通行はもはや重要ではなかった。旅客列車はポドモックリ駅（現在ジェチーン本駅）へ走行しウースティー北西部鉄道駅は1945年以降貨物専用として活用された。1950年代にニンブルク - ウースティー線がコシツェ - ホムトフ間の主要幹線の一部として複線と電車線の設備で改修された。ウースティーの新しいラベ川鉄道橋が下流に数メートル建設されて、複線線路は1957年3月ストルジェコヴ - ウースティー西駅間に備えられた。1958年9月に電気運転はコリーン - ウースティー間で実現された。
1993年1月1日にチェコスロバキアの分離により、この路線はチェコ鉄道（České dráhy, ČD）の路線網に組み入れられた。1990年代前期まで夜行列車サクソニア号がニムブルク - ストジェコヴ区間を経由して、ドレスデン - バラトンフュレド間を通行した。

## 運行形態

### 特急「リフリーク(R)」
- レギオジェット号：　コリーン～リサー・ナド・ラベ～ウースチー・ナド・ラベ西駅 - ウースチー・ナド・ラベ本駅
2時間間隔で運行されている。リサー以南は231号線に、ウースチー西駅以北は130号線に直通する。また大部分は、070号線プラハ方面の特急と接続する。
2019年以前は、ウースチー西駅発着で、130号線に乗り入れていなかった。2021年以前はチェコ鉄道の運行で、「ストルジェコフ」号の愛称名であった。
- ココルジーンスキー・リフリーク号：　プラハ～フシェタティ～ムニェルニーク～ムシェノ　【春・夏の土曜・休日運行】　※鉄道旅行者クラブ交通による運行
夏季の休日に限り、一日1往復運行されており、これは070号線と076号線に直通する。
2017年以前は快速として運行していて、愛称名もココルジーンスキー・モトラーチェクであった。

### 快速「スピェシニー(Sp)」
- イゼラ号：　プラハ → フシェタティ → ムニェルニーク　【平日運行】
一日あたり、片道1本のみの運行。フシェタティ以南は070号線から直通する。
2016年度以前は、プラハ方面の片道1本のみ運行していた。2018,19年度は一日1往復の運行となり、2019年末に普通に格下げとなった。2025年度より、北行一日1本が運行を再開した。

- 過去の運行系統
  - ポラブスキー・モトラーチェク号：　ポヂェブラディ - リサー - ムニェルニーク
2017年以前、夏季を中心に旧型列車を用いて運行していた。2016年は年3往復でミロヴィツェ発着、2017年は年7往復の運行。

### 普通
- リサー - ウースチー西駅　　※チェコ鉄道による運行
ウースチー～シチェチー間は1～2時間に1本、シチェチー～リサー間は2時間に1本運行されている。セブジーンはほとんどの列車が通過する。
2023年度以前は、ドヴォルツェを通過する列車もあった。

- プラハ - フシェタティ - ムニェルニーク　　※チェコ鉄道による運行
2時間に1本の運行。フシェタティ以南は、070号線に直通する。

- リトムニェルジツェ町 - ストルジェコフ - ドレスデン　【春・夏の土曜・日曜運転】　　※チェコ鉄道による運行
季節限定で、一日1往復の運行。ストルジェコフ以北は130号線に直通する。リボホヴァニとウースチー西駅を通過する一方、セブジーンには停車する。

- シチェチー - ウースチー西駅 ( ← モスト)　　※レギオジェット・ウースチー県による運行
一日1往復のみの運行。南行のみ、ウースチー西駅以西131号線から直通する。
2018年以前は、チェコ鉄道の運行であった。

- ウースチー西駅 - ストルジェコフ - ヂェチーン　　※レギオジェット・ウースチー県による運行
2時間に1本の運行。ストルジェコフ以東は073号線に直通する。
2018年以前は、チェコ鉄道の運行であった。2020年以前は、早朝にヂェチーン行一日片道1本のみの運行であった。2021,22年度に、平日2.5往復、休日2時間に1本が運行される様になり、2023年度より毎日2時間に1本の運行となった。

### 臨時列車
- プラハ - ムシェノ間特急
蒸気機関車。年1日のみ、ブラニーク/ヴルショヴィツェ - プラハ本駅 - フシェタティ - ムニェルニーク - ムシェノ間に1往復運行する。フシェタティ以南は070号線に、ムニェルニーク以北は076号線に直通する。

- 臨時普通列車
蒸気機関車。年1日のみ、ブランディース - フシェタティ - ムニェルニーク間に1往復運行する。フシェタティ以南は070号線に直通する。途中、マリー・ウーイェズドは通過する。

## 駅一覧
以下では、チェコ国鉄072号線の駅と営業キロ、停車列車、接続路線などを一覧表で示す。
- 種別
  - R：特急
  - Sp：快速
  - Os：普通
- 停車駅
  - ■印：全列車停車
  - ●印：一部通過
  - ○印：一部停車
  - ｜印：全列車通過

| 路線名 | 駅名                                     | 駅間営業キロ | 累計営業キロ       | 累計営業キロ   | R  | Sp | Os | 接続路線                                                        | 所在地         | 所在地                 |
| ------ | ---------------------------------------- | ------------ | ------------------ | -------------- | -- | -- | -- | --------------------------------------------------------------- | -------------- | ---------------------- |
| 072    | リサー・ナド・ラベ駅                     |              | ウィーンから 337.5 | リサーから 0.0 | ■  |    | ■  | 231号線（コリーン方面） 232号線（ミロヴィツェ方面、プラハ方面） | 中央ボヘミア州 | ニンブルク郡           |
| 072    | リサー・ナド・ラベ・ドヴォルツェ駅       | 3.0          | 340.5              | 3.0            | ｜ |    | ■  |                                                                 | 中央ボヘミア州 | ニンブルク郡           |
| 072    | オトラドヴィツェ駅                       | 4.0          | 344.5              | 7.0            | ｜ |    | ■  |                                                                 | 中央ボヘミア州 | ムラダー・ボレスラフ郡 |
| 072    | スタラー・ボレスラフ駅                   | 3.3          | 347.8              | 10.3           | ■  |    | ■  |                                                                 | 中央ボヘミア州 | 東プラハ郡             |
| 072    | ドルジースィ駅                           | 5.9          | 353.7              | 16.2           | ｜ |    | ■  |                                                                 | 中央ボヘミア州 | 東プラハ郡             |
| 072    | オヴチャーリ駅                           | 2.2          | 355.9              | 18.4           | ｜ |    | ■  |                                                                 | 中央ボヘミア州 | ムニェルニーク郡       |
| 072    | フシェタティ駅                           | 5.1          | 361.0              | 23.5           | ■  | ■  | ■  | 070号線（トゥルノフ方面、プラハ方面）                           | 中央ボヘミア州 | ムニェルニーク郡       |
| 072    | マリー・ウーイェズド駅                   | 7.5          | 368.5              | 31.0           | ｜ | ■  | ●  |                                                                 | 中央ボヘミア州 | ムニェルニーク郡       |
| 072    | ムニェルニーク駅                         | 3.2          | 371.7              | 34.2           | ■  | ■  | ■  | 076号線（ボレスラフ方面）                                       | 中央ボヘミア州 | ムニェルニーク郡       |
| 072    | ムニェルニーク・ムラジツェ駅             | 3.1          | 374.8              | 37.3           | ｜ |    | ■  |                                                                 | 中央ボヘミア州 | ムニェルニーク郡       |
| 072    | リビェホフ駅                             | 5.1          | 379.9              | 42.4           | ｜ |    | ■  |                                                                 | 中央ボヘミア州 | ムニェルニーク郡       |
| 072    | シチェチー駅                             | 5.8          | 385.7              | 48.2           | ■  |    | ■  |                                                                 | ウースチー州   | リトムニェルジツェ郡   |
| 072    | ホシトカ駅                               | 6.5          | 392.2              | 54.7           | ｜ |    | ■  |                                                                 | ウースチー州   | リトムニェルジツェ郡   |
| 072    | ポレピ駅                                 | 5.8          | 398.0              | 60.5           | ｜ |    | ■  |                                                                 | ウースチー州   | リトムニェルジツェ郡   |
| 072    | クルジェシツェ・ウ・リトムニェルジツ駅   | 4.2          | 402.2              | 64.7           | ｜ |    | ■  |                                                                 | ウースチー州   | リトムニェルジツェ郡   |
| 072    | リトムニェルジツェ町駅                   | 5.6          | 407.8              | 70.3           | ■  |    | ■  |                                                                 | ウースチー州   | リトムニェルジツェ郡   |
| 072    | ヴェルケー・ジェルノセキ駅               | 4.7          | 412.5              | 75.0           | ｜ |    | ●  |                                                                 | ウースチー州   | リトムニェルジツェ郡   |
| 072    | リボホヴァニ駅                           | 5.7          | 418.2              | 80.7           | ｜ |    | ●  |                                                                 | ウースチー州   | リトムニェルジツェ郡   |
| 072    | セブジーン駅                             | 4.3          | 422.5              | 85.0           | ｜ |    | ○  |                                                                 | ウースチー州   | ウースチー郡           |
| 072    | ウースチー・ナド・ラベ・ストルジェコフ駅 | 8.6          | 431.1              | 93.6           | ■  |    | ●  | 073号線（ヂェチーン方面）                                       | ウースチー州   | ウースチー郡           |
| 072    | ウースチー・ナド・ラベ西駅               | 1.9          |                    | 95.5           | ■  |    | ■  | 130号線（ヂェチーン方面、ホムトフ方面） 131号線（ビーリナ方面） | ウースチー州   | ウースチー郡           |